# Tagoro (volcán)
Tagoro es un volcán submarino situado junto a la costa sur de la isla de El Hierro, en el océano Atlántico. Forma parte de la Provincia de Montes Submarinos de las Islas Canarias.

## Erupción
El volcán surgió de una erupción iniciada el 10 de octubre de 2011, en un punto situado al sur de la isla de El Hierro, a 1,8 km al sur de la localidad de La Restinga.
Desde una altitud inicial de 355 m bajo el nivel del mar, el volcán creció hasta una altitud máxima de unos 88 m bajo el nivel del mar, tal como se informó en febrero de 2012. Durante la fase eruptiva, el volcán emitió magma, gases y calor, afectando sustancialmente el medio marino.

## Fase hidrotermal
Después de la fase eruptiva, el volcán entró en una fase hidrotermal en marzo de 2012. Exhaustivamente monitorizado durante los años posteriores a la erupción, el Tagoro ha fertilizado la zona marítima próxima liberando una gran cantidad de nutrientes inorgánicos disueltos.
Su denominación genérica de «volcán submarino de la isla de El Hierro» permaneció hasta 2016, cuando el Instituto Hidrográfico de la Marina (IHM) procedió a bautizar formalmente el volcán con el nombre de Tagoro, a propuesta del Instituto Español de Oceanografía. Tagoro es una palabra amazig que significa «recinto circular de piedras» o «lugar de reunión».